# Barriera automatica

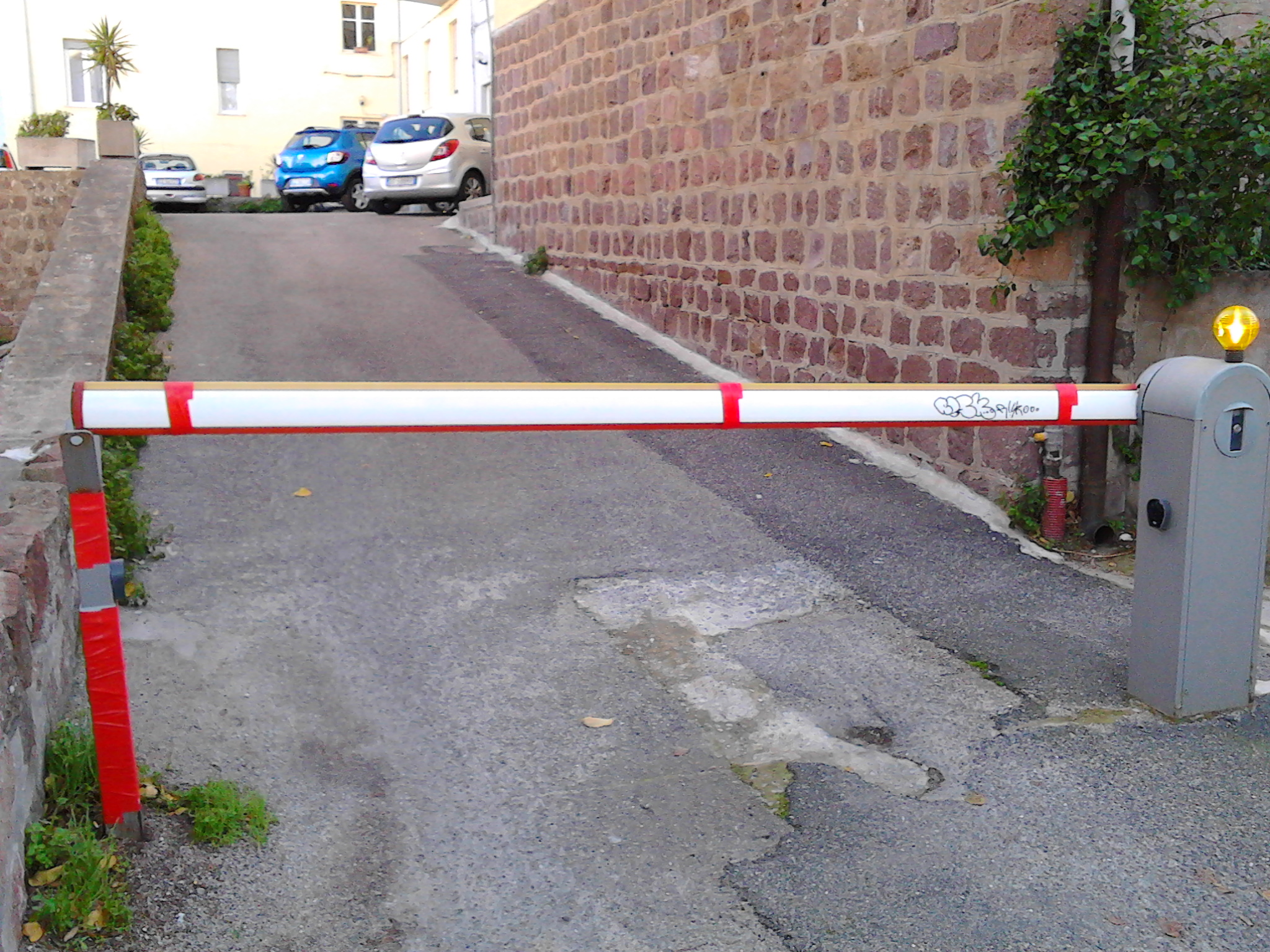
Una barriera automatica

La barriera automatica (a volte chiamata anche semplicemente sbarra) è un dispositivo di controllo degli accessi ed è adatta sia per installazioni residenziali (controllo di parcheggi condominiali) che intensive (controllo di parcheggi pubblici). Ne esistono tre tipi: quella comandata a distanza tramite un telecomando, quella in cui si richiede e si estrae il biglietto all'ingresso che poi si reinserisce e si ritira all'uscita e quella comandata dall'interno di un locale tramite uno o più interruttori e/o pulsanti di controllo e comando.

## Nelle infrastrutture stradali a pagamento
Questo tipo di installazione è presente in tutte le barriere autostradali e nelle gallerie a pagamento in modo da fermare, controllare e far pagare il biglietto agli automobilisti che entrano ed escono da un'infrastruttura stradale a pagamento. Una volta pagato il biglietto, la barriera viene alzata e l'automobilista viene fatto passare. In Italia per velocizzare i tempi di percorrenza degli automobilisti in entrata e in uscita dalle autostrade a pagamento, sono in uso diversi apparecchi elettronici dedicati al Telepedaggio. Questi apparecchi, che entrano in funzione ai caselli autostradali, grazie a dei sensori di riconoscimento posti nei pressi della barriera automatica, ricevono ed emette dei segnali che fanno alzare quest'ultima in modo da far passare il veicolo dotato di questi sistema elettronici. Tuttavia bisogna rispettare il limite di velocità di 30 km/h ai caselli in modo da consentire il riconoscimento dell'apparecchio e inviare al sistema di interscambio di Autostrade per l'Italia i dati del transito.